# Parrocchia di Bienville
La parrocchia di Bienville (in inglese Bienville Parish) è una parrocchia dello Stato della Louisiana, negli Stati Uniti. La popolazione al censimento del 2000 era di 15 752 abitanti. Il capoluogo è Arcadia.

## Geografia
La parrocchia si trova nel nord-ovest dello Stato. Nella parrocchia si trova il punto più alto della Louisiana, la collina Driskill Mountain (163 m). Il territorio è ricco di corsi d'acqua e prettamente rurale.

### Parrocchie confinanti
- Parrocchia di Clairborne - nord
- Parrocchia di Lincoln - nord-est
- Parrocchia di Jackson - est
- Parrocchia di Winn - sud-est
- Parrocchia di Natchitoches - sud
- Parrocchia di Red River - sud-ovest
- Parrocchia di Bossier - ovest
- Parrocchia di Webster - nord-ovest

## Storia
La parrocchia (in Louisiana le parrocchie costituiscono un livello amministrativo equivalente a quello delle contee degli altri stati degli USA) fu creata nel 1848 da parte della parrocchia di Claiborne. Fu chiamata così in onore di Jean-Baptiste Le Moyne de Bienville, primo governatore della Louisiana.
La famosa coppia di criminali Bonnie e Clyde cadde in un'imboscata organizzata da alcuni poliziotti il 23 maggio 1934, proprio su una strada di campagna della parrocchia, ed entrambi morirono. Si può trovare anche il Authentic Bonnie and Clyde Museum a Gibsland.

## Comuni[6]

### Towns
- Arcadia (capoluogo)
- Gibsland
- Mount Lebanon
- Ringgold

### Villages
- Bienville
- Bryceland
- Castor
- Jamestown
- Lucky
- Saline